# 川勝隆重
川勝 隆重（かわかつ たかしげ）は、江戸時代中期から後期の旗本。隆尚流川勝家の5代当主。『寛政重修諸家譜』編纂時の当主。定紋は五七桐。

## 生涯
安永元年（1772年）、川勝隆忠の嫡男として江戸に生まれた。寛政10年（1798年）4月25日、父隆忠の隠居により、27歳で家督（上野・相模内2,800石）を継ぎ、小普請となった。同年6月13日、初めて将軍徳川家斉に拝謁した。隆尚流川勝家は、代々両番が出ており（番役筋）、旗本としての家格は比較的高かった。
寛政11年（1799年）時点で年齢は28歳、役職は小普請（山口十二番）。屋敷は小石川築地。没年不詳。次に家督を継いだ人物については不詳。